# Le Grand Concours des animateurs
 (juin 2020).
- Si vous ne connaissez pas le sujet, laissez ce bandeau (vous pouvez alors contacter les auteurs).
- Si vous supprimez le contenu mis en cause (vous pouvez préalablement contacter les auteurs),

argumentez précisément cette suppression dans la page de discussion
(un manque de référence n'est pas un argument ; une recherche réelle de référence doit avoir été effectuée, être formellement documentée).
 (juin 2020).
Si vous disposez d'ouvrages ou d'articles de référence ou si vous connaissez des sites web de qualité traitant du thème abordé ici, merci de compléter l'article en donnant les références utiles à sa vérifiabilité et en les liant à la section « Notes et références ».
Le Grand Concours des animateurs est la principale déclinaison du Grand Concours, jeu télévisé français diffusé depuis 2003 sur TF1.
Il est présenté par Carole Rousseau de 2003 à 2018 puis par Laurence Boccolini à partir de la rentrée 2018 jusqu'à son départ de la chaîne à la rentrée 2020. Alessandra Sublet la remplace de 2021 à 2022 avant de mettre fin à sa carrière d'animatrice. Arthur reprend la présentation du jeu à partir de juillet 2022.
La dernière édition du Grand Concours des animateurs est diffusée le 15 janvier 2022.

## Histoire
Depuis 2003, cette émission réunit les animateurs des chaines de télévision française qui se battent pour remporter le Trophée du Grand Concours.
La dernière édition diffusée le 15 janvier 2022 a été remportée par Frédéric Calenge. 
À ce jour, le journaliste Julien Arnaud comptabilise le plus grand nombre de victoires sur cette déclinaison avec six victoires. Il est suivi par Christophe Beaugrand qui a remporté quatre fois le Grand Concours. Alexandre Debanne comptabilise trois victoires, suivis de Catherine Laborde, Denis Brogniart, Estelle Denis, Sandrine Quétier, Élodie Gossuin et Sébastien Folin comptabilisant deux victoires.

## Déroulement

### Première manche
Les candidats sont partagés en deux groupes. Après la présentation du premier groupe, l'animatrice pose quinze puis vingt questions (depuis mars 2018) de culture générale à quatre possibilités de réponses au groupe, qui doivent répondre en cinq secondes. Depuis 2008, certaines questions sont accompagnées d'une illustration ou d'un extrait musical.
Les trois meilleurs sont sélectionnés pour la deuxième manche. S'il y a des ex æquo, des questions subsidiaires sont posées, au maximum cinq. Après chacune, les scores sont vérifiés pour savoir s'il y a des sélectionnés supplémentaires. Si après ces cinq questions, il n'y a toujours pas trois candidats sélectionnés, les ex æquo qui restent  jouent au Mot manquant, qui consiste à trouver un mot à partir de deux autres, sachant qu'il termine le premier et commence le second. À partir de 2018, il n'y a plus de questions subsidiaires.
La mécanique est la même pour le second groupe. Il reste donc deux fois trois candidats, soit six en tout.
Note : lors de l'émission du 28 mai 2016, Thierry Beccaro a réussi à se qualifier pour la deuxième manche et a ainsi reçu un "trophée d'honneur".

### Deuxième manche
Pour définir l'ordre de passage des six candidats, ils jouent tous à Déchiffrer le code. À partir d'un clavier de portable, et des lettres attribuées à chaque touche (1 : Vide ; 2 : ABC ; 3 : DEF, 4 GHI ; 5 : JKL ; 6 : MNO ; 7 : PQRS ; 8 : TUV ; 9 : WXYZ) ils doivent décrypter un code à partir de sa combinaison et de son thème. Cette épreuve se base sur le principe du T9. Le plus rapide jouera donc le premier.
Ensuite, les douze thèmes sont dévoilés :
| Voyages     | Célébrités  | Cinéma         |
| Société     | Gastronomie | Langues & Mots |
| Littérature | Télévision  | Animaux        |
| Musiques    | Surprises   | Sports         |

Certains thèmes ont quelquefois changé : Histoire a été remplacé par Célébrités, Proverbes a été remplacé par Langues & Mots et Animaux a été remplacé par Environnement durant quelques éditions entre 2008 et 2010.
Le premier choisit le thème sur lequel il veut être questionné. Il a 90 secondes pour donner le maximum de bonnes réponses (seule la première réponse est prise en compte). À noter que si l'énoncé d'une question a été commencé avant la fin du chronomètre, le candidat peut y répondre même si le temps est écoulé. Puis, chacun joue à son tour. Après le 6e candidat questionné, ils rejouent tous, toujours dans le même ordre, avec les six thèmes restants.
À la fin, les trois candidats ayant totalisé les meilleurs scores sont sélectionnés pour la finale. Si des ex æquo subsistent, ils se départagent grâce au Mot manquant, selon le même principe que dans la 1re manche.
Lors de l'émission du 28 mai 2016, quatre nouveaux thèmes ont fait leur apparition, remplaçant "Société", "Langues & Mots", "Littérature" et "Animaux". Lors de cette édition les nouveaux domaines ont été : "Années 80", "Politique", "Superstitions" et "Santé".
Lors de l'émission du 10 février 2017, la deuxième manche à de nouveaux changé les thèmes qui ont fait place à "Environnement", "Arts", "USA" et "Mode". Le 2 mars 2018, les nouveaux thème sont "Méchants célèbres", "Proverbes", "Code de la route" et "Loisir".
Lord de l'émission du 26 mai 2018, le Grand Concours s'étant basé sur des questions de bac, tous les domaines ont été changés pour l'occasion : "Mathématiques", "Littérature et philo", "Science", "Histoire", "Langues étrangères", "Géographie", "Langue française", "SVT", "Éducation civique", "Éducation sexuelle", "Éducation sportive" et "Éducation musicale".
Depuis l’arrivée de Laurence Boccolini à la présentation du jeu, les  douze thèmes changent à chaque émission. 
Les thèmes de base n’existent plus, désormais les noms donnés sont assez loufoques.

### La finale

#### Du 11 février 2003 au 16 janvier 2016
Pour définir l'ordre de passage des trois candidats, ils jouent au Déchiffrer le code. Le plus rapide jouera le premier.
La finale fait appel aux « spécialités » des candidats. Ce sont des thèmes qu'ils ont choisis avant l'émission où ils s'estiment incollables.
Un tableau de 36 cases apparaît, composé de 7 cases rouges (correspondant à la spécialité du candidat 1), de 7 cases jaunes (correspondant à la spécialité du candidat 2), de 7 cases bleues (correspondant à la spécialité du candidat 3) et de 15 cases blanches (correspondant à des questions de culture générale). Le tableau est dévoilé seulement pendant 10 secondes, permettant aux candidats de retenir le maximum de cases de leurs spécialités.
Chaque finaliste choisit la question sur laquelle il sera questionné, à partir d'une case du tableau. Leur délai de réponse est de 10 secondes. Une bonne réponse à une question de culture générale vaut 1 point, à une question de la spécialité du candidat 2 points et à une question de la spécialité de l’un de ses adversaires 3 points. Encore une fois seule la première réponse est prise en compte.
Le vainqueur est celui qui aura le maximum de points après 8 questions. Si des ex æquo subsistent, un nouveau tour de trois questions est joué, puis l'égalité est déclarée si les candidats ne peuvent se départager. À ce jour cet évènement ne s'est produit qu'une seule fois, le 10 janvier 2009 quand Denis Brogniart et Sébastien Folin sont tombés à égalité devant Benjamin Castaldi.

#### Depuis le 28 mai 2016
À l'occasion de la spéciale "15e anniversaire" diffusée le 28 mai 2016, la finale a été revisitée. Désormais, 30 cases composent la finale, chaque case correspondant à une image. Pour chaque image, les finalistes ont le choix entre une question facile qui vaut 1 point et une question difficile qui vaut 2 points. Depuis le 3 mars 2018, des images représentées par "?" sont également présentes et, pour ces cases, une bonne réponse vaut 3 points. Le délai de réponse reste le même, qui est de 10 secondes.
Le vainqueur est celui qui aura le maximum de points après 8 questions. Si des ex æquo subsistent, un nouveau tour de deux questions est joué.

## Détails des émissions
| No | Date                                    | Gagnant(e)                            | Gagnant(e)                            | Deuxième             | Troisième            | Eliminés en 2e Manche                                                          | Eliminés en 1re Manche |
| -- | --------------------------------------- | ------------------------------------- | ------------------------------------- | -------------------- | -------------------- | ------------------------------------------------------------------------------ | --- |
| 1  | 11 février 2003                         | Laurence Boccolini                    | Laurence Boccolini                    | Emmanuelle Gaume     | Stéphane Bern        | Thierry Roland / Sébastien Folin / Laurent Fontaine                            | Olivia Adriaco / Cécile Siméone / Évelyne Dhéliat / Sophie Coste / Sophie Favier / Danièle Gilbert / Véronika Loubry / Alexandra Bronkers / Valérie Bénaïm / Karl Zéro / Jean-Pierre Foucault / Nikos Aliagas / Denis Brogniart / Pascal Bataille / Bernard Montiel / Billy                                                                                            |
| 2  | 11 novembre 2003                        | Jean-Pierre Foucault                  | Jean-Pierre Foucault                  | Laurent Fontaine     | Jean-Claude Narcy    | Jean-Pierre Pernaut / Alexandre Devoise / Bruno Roblès / Valérie Bénaïm        | Sophie Favier / Alexandra Bronkers / Pascal Praud / Catherine Laborde / Nathalie Vincent / Nikos Aliagas / Philippe Risoli / Patrice Carmouze / Sébastien Folin / Serena Reinaldi / Sophie Coste / Laurent Mariotte |
| 3  | 14 décembre 2004                        | Thierry Gilardi                       | Thierry Gilardi                       | Jean-Claude Narcy    | Alexandre Debanne    | Isabelle Giordano / Nikos Aliagas / Catherine Laborde / Évelyne Dhéliat        | Sophie Favier / Céline Balitran / Nathalie Vincent / Ariane Massenet / Sophie Coste / Sandrine Quétier / Evelyne Thomas / Pascal Bataille / Laurent Fontaine / Laurent Mariotte / Jean-Pascal Lacoste / Bruno Roblès / Alexandre Devoise / Patrice Carmouze / Cauet / Thierry Gilardi                                                                                  |
| 4  | 8 novembre 2005                         | Laurent Fontaine                      | Laurent Fontaine                      | Sandrine Quétier     | Évelyne Dhéliat      | Jean-Pierre Foucault / Françoise Laborde / Alexandre Debanne / Sébastien Folin | Patrice Carmouze / Jean-Luc Reichmann / Laurent Mariotte / Jean-Pascal Lacoste / Philippe Risoli / Bruno Roblès / Sophie Favier / Eugène Saccomano / Sophie Coste / Céline Géraud / Xavier Anthony-Btesh |
| 5  | 13 janvier 2007                         | Catherine Laborde                     | Catherine Laborde                     | Sandrine Quétier     | Jean-Pierre Foucault | Alexandre Debanne / Sophie Favier / Denis Brogniart                            | Nikos Aliagas / Benjamin Castaldi / Sophie Coste / Laurent Fontaine / Thierry Gilardi / Cyril Hanouna / Jean-Pascal Lacoste / Laurent Mariotte / Jacques Pradel / Eugène Saccomano / Nathalie Vincent |
| 6  | 9 février 2008                          | Anthony Kavanagh                      | Anthony Kavanagh                      | Jean-Pierre Foucault | Mouloud Achour       | Sandrine Quétier / Isabelle Brès / Nathalie Vincent                            | Denis Brogniart / Benjamin Castaldi / Gérald Dahan / Alexandre Debanne / Sophie Favier / Céline Géraud / Cyril Hanouna / Catherine Laborde / Laurent Mariotte / Virginie de Clausade / Matthieu Gonet / Brigitte Lahaie / Isabelle Morini-Bosc / Karl Zéro / Jean-Claude Narcy                                                                                         |
| 7  | 10 janvier 2009                         | Denis Brogniart                       | Sébastien Folin                       | Benjamin Castaldi    | /                    | Sandrine Quétier / Virginie de Clausade / Ariane Massenet                      | Pascal Bataille / Isabelle Brès / Jacques Pradel / Alexandre Debanne / Sophie Favier / Jean-Pierre Foucault / Jean-Luc Reichmann / Cyril Hanouna / Catherine Laborde / Isabelle Giordano / Cauet / Laurent Fontaine / Isabelle Morini-Bosc / Mouloud Achour / Vincent Lagaf / Karl Zéro / Christophe Moulin / Bruno Guillon                                            |
| 8  | 26 septembre 2009                       | Alexandre Debanne                     | Alexandre Debanne                     | Marie-Ange Nardi     | Sébastien Cauet      | Isabelle Giordano / Jean-Pierre Foucault / Catherine Laborde                   | Brigitte Lahaie / Pierre Ménès / Virginie de Clausade / Christophe Moulin / Philippe Gildas / Julien Arnaud / Patrice Carmouze / Olivier Minne / Benjamin Castaldi / Denis Brogniart / Laurent Mariotte / Vincent Perrot / Évelyne Dhéliat / Isabelle Morini-Bosc / Sophie Favier                                                                                      |
| 9  | 15 janvier 2010                         | Benjamin Castaldi                     | Benjamin Castaldi                     | Ariane Massenet      | Julien Arnaud        | Virginie de Clausade / Alexandre Debanne / Marie-Ange Nardi                    | Catherine Laborde / Jean-Pierre Pernaut / Sophie Favier / Sandrine Quétier / Cauet / Justine Fraioli / Michel La Rosa / Patrice Carmouze / Denis Brogniart / Marion Jollès / Évelyne Dhéliat / Alexia Laroche-Joubert / Isabelle Morini-Bosc / Véronique Mounier |
| 10 | 11 septembre 2010                       | Alexandre Debanne (2e victoire)       | Alexandre Debanne (2e victoire)       | Cyril Hanouna        | Vincent Perrot       | Évelyne Dhéliat / Catherine Laborde / Laurent Fontaine                         | Louis Bodin / Denis Brogniart / Patrice Carmouze / Benjamin Castaldi / Virginie de Clausade / Sophie Favier / Jean-Pierre Foucault / Philippe Gildas / Isabelle Giordano / Marion Jollès / Marie-Ange Nardi / Jean-Pierre Pernaut / Sandrine Quétier / Alexia Laroche-Joubert / Justine Fraioli / Pascal Bataille / Isabelle Morini-Bosc                               |
| 11 | 11 février 2011                         | Sandrine Quétier                      | Sandrine Quétier                      | Denis Brogniart      | Alexandre Debanne    | Évelyne Dhéliat / Marie-Ange Nardi / Benjamin Castaldi                         | Catherine Laborde / Nikos Aliagas / Cyril Hanouna / Elsa Fayer / Valérie Bénaïm / Patrice Carmouze / Isabelle Morini-Bosc / Vincent Cerutti / Sophie Favier / Alexia Laroche-Joubert / Jérôme Bonaldi / Thierry Beccaro / Julien Arnaud / Justine Fraioli / Gérard Holtz / Marc-Emmanuel                                                                               |
| 12 | 27 mai 2011                             | Denis Brogniart (2e victoire)         | Denis Brogniart (2e victoire)         | Patrice Carmouze     | Sandrine Quétier     | Catherine Laborde / Jean-Pierre Foucault / Benjamin Castaldi                   | Jean-Pierre Pernaut / Cyril Hanouna / Vincent Cerutti / Gérard Holtz / Isabelle Morini-Bosc / Sophie Favier / Marie-Ange Nardi / Thierry Beccaro / Justine Fraioli / Valérie Bénaïm / Elsa Fayer / Julie |
| 13 | 17 septembre 2011                       | Catherine Laborde (2e victoire)       | Catherine Laborde (2e victoire)       | Valérie Bénaïm       | Sandrine Quétier     | Jean-Pierre Foucault / Julien Arnaud / Jérôme Bonaldi                          | Jean-Pierre Pernaut / Olivier Minne / Denis Brogniart / Sophie Favier / Patrice Carmouze / Evelyne Dhéliat / Isabelle Giordano / Gérard Holtz / Marie-Ange Nardi / Marion Jollès / Thierry Beccaro / Alexandre Debanne / Isabelle Morini-Bosc / Benjamin Castaldi |
| 14 | 24 février 2012                         | Laurent Mariotte                      | Laurent Mariotte                      | Julie                | Patrice Carmouze     | Alexia Laroche-Joubert / Sandrine Quétier / Catherine Laborde                  | Thierry Beccaro / Valérie Bègue / Karl Zéro / Jérôme Bonaldi / Virginie De Clausade / Vincent Cerutti / Evelyne Dhéliat / Alexandre Debanne / Elsa Fayer / Gérard Holtz / Alexandre Devoise / Isabelle Morini-Bosc / Jean-Pierre Pernaut / Vincent Perrot / Sophie Favier                                                                                              |
| 15 | 15 septembre 2012                       | Sandrine Quétier (2e victoire)        | Sandrine Quétier (2e victoire)        | Benjamin Castaldi    | Denis Brogniart      | Jean-Pierre Foucault / Estelle Denis / Patrice Laffont                         | Sophie Favier / Patrice Carmouze / Marc Emmanuel / Alexia Laroche-Joubert / Gérard Holtz / Isabelle Giordano / Laurent Mariotte / Jérôme Bonaldi / Catherine Laborde / Christophe Beaugrand / Isabelle Morini-Bosc / Vincent Cerutti / Alexandre Devoise / Marie-Ange Nardi / Thierry Beccaro / Alexandre Debanne                                                      |
| 16 | 8 mars 2013                             | Estelle Denis                         | Estelle Denis                         | Alexandre Debanne    | Valérie Bénaïm       | Denis Brogniart / Patrice Carmouze / Marie-Ange Nardi                          | Marc-Emmanuel / Catherine Laborde / Christophe Beaugrand / Sandrine Quétier / Thierry Beccaro / Karine Ferri / Laurent Mariotte / Julie Taton / Alexandre Devoise / Alexia Laroche-Joubert / Jérôme Bonaldi / Sophie Favier / Karl Zéro / Isabelle Morini-Bosc / Tex                                                                                                   |
| 17 | 21 septembre 2013                       | Christophe Beaugrand                  | Christophe Beaugrand                  | Denis Brogniart      | Julien Arnaud        | Catherine Laborde / Marie-Ange Nardi / Évelyne Dhéliat                         | Vincent Lagaf / Estelle Denis / Isabelle Morini-Bosc / Karine Ferri / Thierry Beccaro / Julie Taton / Alexandre Devoise / Sophie Favier / Patrice Laffont / Patrice Carmouze / Sandrine Quétier / Tex / Elsa Fayer / Bruno Guillon / Laurent Mariotte / Jérôme Bonaldi                                                                                                 |
| 18 | 28 février 2014                         | Alexandre Debanne (3e victoire)       | Alexandre Debanne (3e victoire)       | Jérôme Bonaldi       | Laurent Mariotte     | Marie-Ange Nardi / Elsa Fayer / Alexia Laroche-Joubert                         | Thierry Beccaro / Karine Ferri / Patrice Carmouze / Sophie Favier / Benjamin Castaldi / Isabelle Morini-Bosc / Vincent Cerutti / Alexandre Devoise / Bruno Guillon / Catherine Laborde / Patrice Laffont / Tex |
| 19 | 31 mai 2014                             | Julien Arnaud (1re, 2e & 3e victoire) | Julien Arnaud (1re, 2e & 3e victoire) | Benjamin Castaldi    | Alexandre Debanne    | Jérôme Bonaldi / Valérie Bègue / Catherine Laborde                             | Thierry Beccaro / Vincent Cerutti / Alexandre Devoise / Sophie Favier / Elsa Fayer / Karine Ferri / Jean-Pierre Foucault / Bruno Guillon / Gérard Holtz / Marc-Emmanuel / Ariane Massenet / Isabelle Morini-Bosc / Marie-Ange Nardi / Julie Taton / Tex / Estelle Denis / Christophe Beaugrand / Sandrine Quétier                                                      |
| 20 | 29 août 2014                            | Julien Arnaud (1re, 2e & 3e victoire) | Julien Arnaud (1re, 2e & 3e victoire) | Christophe Beaugrand | Marie-Ange Nardi     | Alexandre Debanne / Patrice Carmouze / Jérôme Bonaldi                          | Jean-Pierre Pernaut / Estelle Denis / Thierry Beccaro / Benjamin Castaldi / Alexia Laroche-Joubert / Elsa Fayer / Sophie Favier / Alexandre Devoise / Bruno Guillon / Sandrine Quétier / Marc-Emmanuel / Isabelle Morini-Bosc / Laurent Mariotte / Tex |
| 21 | 20 février 2015                         | Julien Arnaud (1re, 2e & 3e victoire) | Julien Arnaud (1re, 2e & 3e victoire) | Cyril Féraud         | Bruno Guillon        | Laurent Mariotte / Alexia Laroche-Joubert / Daphné Burki                       | Pierre Ménès / Ophélie Meunier / Élodie Gossuin / Olivier Minne / Karine Ferri / Thierry Beccaro / Isabelle Morini-Bosc / Christophe Beaugrand / Elsa Fayer / Denis Brogniart / Sophie Favier / Benjamin Castaldi / Sandrine Quétier / Catherine Laborde / Patrice Carmouze / Marie-Ange Nardi / Alexandre Devoise / Estelle Denis                                     |
| 22 | 30 mai 2015                             | Élodie Gossuin                        | Élodie Gossuin                        | Estelle Denis        | Julien Arnaud        | Benjamin Castaldi / Hapsatou Sy / Patrice Laffont                              | Julien Courbet / Sandrine Quétier / Christophe Beaugrand / Catherine Laborde / Bruno Guillon / Cyril Féraud / Sophie Favier / Patrice Carmouze / Isabelle Morini-Bosc / Thierry Beccaro / Elsa Fayer / Laurent Luyat / Alexia Laroche-Joubert / Laurent Mariotte / Marie-Ange Nardi / Alexandre Devoise                                                                |
| 23 | 12 septembre 2015                       | Estelle Denis (2e victoire)           | Estelle Denis (2e victoire)           | Alexandre Debanne    | Christophe Beaugrand | Marie-Ange Nardi / Cyril Féraud / Laurent Luyat                                | Laury Thilleman / Sandrine Corman / Thierry Beccaro / Catherine Laborde / Patrice Carmouze / Élodie Gossuin / Jérôme Bonaldi / Isabelle Morini-Bosc / Alexandre Devoise / Alexia Laroche-Joubert / Julien Arnaud / Elsa Fayer / Olivier Minne / Sophie Favier |
| 24 | 16 janvier 2016                         | Élodie Gossuin (2e victoire)          | Élodie Gossuin (2e victoire)          | Marie-Ange Nardi     | Benjamin Castaldi    | Alexandre Debanne / Patrice Carmouze / Jérôme Bonaldi                          | Valérie Damidot / Laurent Ournac / Cyril Féraud / Alexia Laroche-Joubert / Laurent Luyat / Karine Ferri / Alexandre Devoise / Estelle Denis / Christophe Beaugrand / Bruno Guillon / Catherine Laborde / Sandrine Quétier / Laurent Mariotte / Isabelle Morini-Bosc / Thierry Beccaro / Elsa Fayer                                                                     |
| 25 | 28 mai 2016 (Spécial 15e anniversaire)  | Julien Arnaud (4e victoire)           | Julien Arnaud (4e victoire)           | Cyril Féraud         | Laurent Fontaine     | Christophe Beaugrand / Bruno Guillon / Thierry Beccaro                         | Alessandra Sublet / Sébastien Cauet / Anne-Claire Coudray / Jean-Pierre Foucault / Anne-Elisabeth Lemoine / Benjamin Castaldi / Evelyne Dhéliat / Laurent Mariotte / Sandrine Quétier / Élodie Gossuin / Sébastien Folin / Isabelle Morini-Bosc / Jean-Pierre Pernaut / Olivier Minne / Catherine Laborde / Alexandre Debanne / Alexandre Devoise                      |
| 26 | 10 février 2017                         | Alex Goude                            | Alex Goude                            | Christophe Beaugrand | Grégoire Margotton   | Cyril Féraud / Jean-Luc Reichmann / Elsa Fayer                                 | Laurie Cholewa / Jean-Pierre Foucault / Charlotte Namura / Evelyne Thomas / Vincent Lagaf / Valérie Damidot / Hapsatou Sy / Vincent Cerutti / Marie-Ange Nardi / Alexandre Devoise / Alexandre Debanne / Karine Ferri / Catherine Laborde / Thierry Beccaro / Laurent Luyat / Jérôme Bonaldi / Christian Quesada (participation temporaire)                            |
| 27 | 2 mars 2018                             | Christophe Beaugrand (2e victoire)    | Christophe Beaugrand (2e victoire)    | Bruno Guillon        | Élodie Gossuin       | Hervé Mathoux / Julien Arnaud / Elsa Fayer                                     | Karine Ferri / Laurent Luyat / Maïtena Biraben / Cyril Féraud / Valérie Damidot / Laurent Mariotte / Estelle Denis / Denis Brogniart / Thomas Thouroude / Samuel Etienne / Jean-Pierre Foucault / Nelson Monfort / Laurie Cholewa / Catherine Laborde / Alex Goude / Olivier Minne / / Thierry Beccaro                                                                 |
| 28 | 26 mai 2018 (Spéciale Questions du bac) | Julien Arnaud (5e victoire)           | Julien Arnaud (5e victoire)           | Hervé Mathoux        | Élodie Gossuin       | Sylvie Tellier / Laurent Luyat / Ariane Massenet                               | Carinne Teyssandier / Vincent Cerutti / Alex Goude / Charlotte Namura / Iris Mittenaere / Marine Vignes / Evelyne Thomas / Samuel Etienne Valérie Damidot / Hapsatou Sy / Elsa Fayer / Nelson Monfort / Damien Thévenot / Catherine Laborde / Jean-Pierre Foucault / Christophe Beaugrand / Bruno Guillon / Laurent Mariotte                                           |
| 29 | 22 septembre 2018                       | Ariane Massenet                       | Ariane Massenet                       | Cyril Féraud         | Hervé Mathoux        | Alex Goude / Bruno Guillon / Laurent Luyat                                     | Christophe Beaugrand / Thierry Beccaro / Laurie Cholewa / Valérie Damidot / Samuel Etienne / Elsa Fayer / Karine Ferri / Alex Goude / Vincent Lagaf / Hélène Mannarino / Laurent Mariotte / Nelson Monfort / Isabelle Morini-Bosc / Charlotte Namura / Sylvie Tellier / Carinne Teyssandier / Evelyne Thomas                                                           |
| 30 | 1er février 2019                        | Christophe Beaugrand (3e victoire)    | Christophe Beaugrand (3e victoire)    | Cyril Féraud         | Laurent Mariotte     | Alex Goude / Laurent Luyat / Sandrine Corman                                   | Thierry Beccaro / Valérie Damidot / Estelle Denis / Samuel Etienne / Bruno Guillon / Bénédicte Le Chatelier /Julien Lepers / Malika Ménard / Nelson Monfort / Charlotte Namura / Alexandre Ruiz / Carinne Teyssandier / Evelyne Thomas |
| 31 | 22 juin 2019                            | Hervé Mathoux                         | Hervé Mathoux                         | Samuel Etienne       | Christophe Beaugrand | Sébastien Folin / Iris Mittenaere / Sylvie Tellier                             | Juan Arbelaez / Thierry Beccaro / Wendy Bouchard / Laurie Cholewa / Sandrine Corman / Valérie Damidot / Olivier Delacroix / Elsa Fayer / Karine Ferri / Alex Goude / Bruno Guillon / Sandy Héribert / Bénédicte Le Chatelier / Julien Lepers / Laurent Maistret / Laurent Mariotte / Nelson Monfort / Marie-Ange Nardi / Jean-Luc Reichmann (participation temporaire) |
| 32 | 7 septembre 2019                        | Christophe Beaugrand (4e victoire)    | Christophe Beaugrand (4e victoire)    | Alex Goude           | Thomas Isle          | Nelson Monfort / Valérie Damidot / Laurent Luyat                               | Thierry Beccaro / Samuel Etienne / Elsa Fayer / Cyril Féraud / Sébastien Folin / Anaïs Grangerac / Maya Lauqué / Julien Lepers / Hélène Mannarino / Laurent Mariotte / Erika Moulet / Carinne Teyssandier |
| 33 | 10 janvier 2020                         | Julien Arnaud (6e victoire)           | Julien Arnaud (6e victoire)           | Denis Brogniart      | Grégoire Margotton   | Arthur / Elsa Fayer / Alessandra Sublet                                        | Nikos Aliagas / Christophe Beaugrand / Louis Bodin / Camille Combal / Valérie Damidot / Karine Ferri / Anaïs Grangerac / Laurent Mariotte / Chris Marques / Iris Mittenaere / Jean-Pierre Pernaut / Jean-Luc Reichmann / Sylvie Tellier |
| 34 | 19 juin 2020                            | Sébastien Folin (2e victoire)         | Sébastien Folin (2e victoire)         | Valérie Damidot      | Christophe Beaugrand | Thierry Beccaro / Elsa Fayer / Anaïs Grangerac                                 | Wendy Bouchard / Alexandre Devoise / Samuel Etienne / Thomas Isle / Marion Jollès-Grosjean / Maya Lauqué / Julien Lepers / Laurent Luyat / Hélène Mannarino / Iris Mittenaere / Nelson Monfort / Marie-Ange Nardi / Yoann Riou / Sylvie Tellier |
| 35 | 22 janvier 2021                         | Grégoire Margotton                    | Grégoire Margotton                    | Christophe Beaugrand | Hélène Mannarino     | Arthur / Bénédicte Le Chatelier / Frédéric Calenge                             | Alexandre Devoise / Anaïs Grangerac / Chris Marques / Denis Brogniart / Elsa Fayer / Juan Arbelaez / Karine Ferri / Iris Mittenaere / Jean-Luc Reichmann / Jean-Pierre Foucault / Laurent Mariotte / Marie-Ange Nardi / Pascale de La Tour du Pin |
| 36 | 15 janvier 2022                         | Frédéric Calenge                      | Frédéric Calenge                      | Christophe Beaugrand | Grégoire Margotton   | Laurent Mariotte / Hélène Mannarino / Chris Marques                            | Nikos Aliagas / Arthur / Booder / Valérie Damidot / Alexandre Devoise / Stéphane Etcheverry / Elsa Fayer / Karine Ferri / Anaïs Grangerac / Marion Jollès-Grosjean / Marine Marck / Thomas Mekhiche |

6 victoires :
- Julien Arnaud

4 victoires :
- Christophe Beaugrand

3 victoires :
- Alexandre Debanne

2 victoires :
- Denis Brogniart
- Estelle Denis
- Sébastien Folin
- Élodie Gossuin
- Catherine Laborde
- Sandrine Quétier

1 victoire :
- Laurence Boccolini
- Benjamin Castaldi
- Laurent Fontaine
- Jean-Pierre Foucault
- Thierry Gilardi
- Alex Goude
- Anthony Kavanagh
- Laurent Mariotte
- Ariane Massenet
- Hervé Mathoux
- Grégoire Margotton
- Frédéric Calenge

## Identité visuelle

Logo de l'émission du 11 février 2003 au 10 février 2017.
Logo de l’émission du 2 mars 2018 au 15 janvier 2022.

## Audiences
| Numéro | Jour     | Date              | Téléspectateurs (en millions) | Parts de marché (sur les 4 ans et plus) | Classement des audiences de la soirée | Référence |
| ------ | -------- | ----------------- | ----------------------------- | --------------------------------------- | ------------------------------------- | --------- |
| 1      | Mardi    | 11 février 2003   | 8 957 760                     | 37,5 %                                  | 1er                                   | [ a 1 ]   |
| 2      | Mardi    | 11 novembre 2003  | 7 251 520                     | 30,4 %                                  | 1er                                   | [ a 1 ]   |
| 3      | Mardi    | 14 décembre 2004  | 7 333 120                     | 33,5 %                                  | 1er                                   | [ a 2 ]   |
| 4      | Mardi    | 8 novembre 2005   | 7 650 560                     | 30,8 %                                  | 1er                                   | [ a 3 ]   |
| 5      | Samedi   | 13 janvier 2007   | 7 455 980                     | 33,3 %                                  | 1er                                   | [ a 4 ]   |
| 6      | Samedi   | 9 février 2008    | 5 224 000                     | 26,4 %                                  | 1er                                   | [ a 5 ]   |
| 7      | Samedi   | 10 janvier 2009   | 6 670 000                     | 29,5 %                                  | 1er                                   | [ a 6 ]   |
| 8      | Samedi   | 26 septembre 2009 | 5 500 000                     | 28 %                                    | 1er                                   | [ a 7 ]   |
| 9      | Vendredi | 15 janvier 2010   | 5 900 000                     | 25,9 %                                  | 1er                                   | [ a 8 ]   |
| 10     | Samedi   | 11 septembre 2010 | 4 942 000                     | 27,1 %                                  | 1er                                   | [ a 9 ]   |
| 11     | Vendredi | 11 février 2011   | 5 689 000                     | 26,3 %                                  | 1er                                   | [ a 10 ]  |
| 12     | Vendredi | 27 mai 2011       | 5 582 000                     | 27 %                                    | 1er                                   | [ a 11 ]  |
| 13     | Samedi   | 17 septembre 2011 | 4 660 000                     | 23,5 %                                  | 1er                                   | [ a 12 ]  |
| 14     | Vendredi | 24 février 2012   | 4 657 000                     | 20,1 %                                  | 2e                                    | [ a 13 ]  |
| 15     | Samedi   | 15 septembre 2012 | 4 377 000                     | 24,4 %                                  | 1er                                   | [ a 14 ]  |
| 16     | Vendredi | 8 mars 2013       | 5 938 000                     | 27,3 %                                  | 1er                                   | [ a 15 ]  |
| 17     | Samedi   | 21 septembre 2013 | 4 661 000                     | 23,9 %                                  | 1er                                   |           |
| 18     | Vendredi | 28 février 2014   | 5 535 000                     | 25,3 %                                  | 1er                                   |           |
| 19     | Samedi   | 31 mai 2014       | 4 308 000                     | 22,8 %                                  | 2e                                    |           |
| 20     | Vendredi | 29 août 2014      | 4 741 000                     | 24,5 %                                  | 1er                                   | [ a 16 ]  |
| 21     | Vendredi | 20 février 2015   | 5 160 000                     | 23,9 %                                  | 1er                                   | [ a 17 ]  |
| 22     | Samedi   | 30 mai 2015       | 4 031 000                     | 20,4 %                                  | 2e                                    | [ a 18 ]  |
| 23     | Samedi   | 12 septembre 2015 | 3 531 000                     | 19,3 %                                  | 1er                                   |           |
| 24     | Samedi   | 16 janvier 2016   | 4 295 000                     | 20,5 %                                  | 1er                                   | [ a 19 ]  |
| 25     | Samedi   | 28 mai 2016       | 3 588 000                     | 17,9 %                                  | 2e                                    |           |
| 26     | Vendredi | 10 février 2017   | 4 235 000                     | 20,8 %                                  | 1er                                   | [ a 20 ]  |
| 27     | Vendredi | 2 mars 2018       | 3 628 000                     | 18,7 %                                  | 1er                                   | [ a 21 ]  |
| 28     | Samedi   | 26 mai 2018       | 3 015 000                     | 18 %                                    | 3e                                    | [ a 22 ]  |
| 29     | Samedi   | 22 septembre 2018 | 3 500 000                     | 22 %                                    | 1er                                   | [ a 23 ]  |
| 30     | Vendredi | 1er février 2019  | 3 218 000                     | 17 %                                    | 2e                                    | [ a 24 ]  |
| 31     | Samedi   | 22 juin 2019      | 2 219 000                     | 14,7 %                                  | 3e                                    | [ a 25 ]  |
| 32     | Samedi   | 7 septembre 2019  | 2 320 000                     | 14,5 %                                  | 3e                                    | [ a 26 ]  |
| 33     | Vendredi | 10 janvier 2020   | 3 968 000                     | 19 %                                    | 1er                                   | [ a 27 ]  |
| 34     | Vendredi | 19 juin 2020      | 3 709 000                     | 19,5%                                   | 2e                                    | [ a 28 ]  |
| 35     | Vendredi | 22 janvier 2021   | 3 938 000                     | 20,7%                                   | 1er                                   | [ a 29 ]  |
| 36     | Samedi   | 15 janvier 2022   | 2 990 000                     | 17,7 %                                  | 2e                                    | [ a 30 ]  |

- Le plus haut chiffre d'audience
- Le plus bas chiffre d'audience

### Audiences
1. 1 2  « Archives Audiences Prime Année 2003 », sur Audiencestv.com (version du 2 mars 2005 sur Internet Archive)
2. ↑  « Archives Audiences Prime Année 2004 », sur Audiencestv.com (version du 2 mars 2005 sur Internet Archive)
3. ↑  Julien Mielcarek, « TF1 réalise 30,8 % d'audience avec son "Grand concours" »(Archive.org • Wikiwix • Archive.is • Google • Que faire ?), sur ozap.com, 9 novembre 2005
4. ↑  Julien Lalande, « "Le grand concours" rassemble 7,5 millions de téléspectateurs »(Archive.org • Wikiwix • Archive.is • Google • Que faire ?), sur ozap.com, 14 janvier 2007
5. ↑  Julien Lalande, « Audiences prime : "Le grand concours" leader », sur ozap.com, 10 février 2008 (version du 14 mars 2009 sur Internet Archive)
6. ↑  Julien Lalande, « Bonne audience pour "Le grand concours des animateurs" », sur ozap.com, 11 janvier 2009 (version du 12 janvier 2009 sur Internet Archive)
7. ↑  Julien Lalande, « Audiences : "Le grand concours" largement leader », sur ozap.com, 27 septembre 2009 (version du 29 septembre 2009 sur Internet Archive)
8. ↑  Julien Mielcarek, « Audiences : "Le grand concours" fait jeu égal avec M6 », sur ozap.com, 16 janvier 2010
9. ↑  Julien Mielcarek, « Audiences Médiamétrie du 11 septembre 2010 », sur ozap.com, 12 septembre 2010
10. ↑  Julien Lalande, « Audiences Médiamétrie du 11 février 2011 », sur ozap.com, 12 février 2011
11. ↑  Julien Mielcarek, « Audiences Médiamétrie du 27 mai 2011 », sur ozap.com, 28 mai 2011
12. ↑  Julien Lalande, « Audiences Médiamétrie du 17 septembre 2011 », sur ozap.com, 18 septembre 2011
13. ↑  « Audiences Médiamétrie du 24 février 2012 », sur ozap.com, 25 février 2012
14. ↑  Julien Lalande, « Audiences : TF1 en tête avec "Le Grand concours", France 2 et France 5 en forme », sur ozap.com, 16 septembre 2012
15. ↑  « Audiences : "Le Grand concours" leader, "Ce soir ou jamais" très faible, W9 en forme », sur ozap.com, 9 mars 2013
16. ↑  « Audiences TV : Le Grand concours de TF1 et NCIS sur M6 au coude à coude », sur Première, 30 août 2014
17. ↑  Alexandre Raveleau, « Le Grand concours des animateurs : une victoire de plus pour Julien Arnaud et TF1 », sur toutelatele.com, 21 février 2015
18. ↑  Alexandre Raveleau, « Le Grand concours des animateurs : Carole Rousseau aussi performante que le PSG ? », sur Toutelatélé, 31 mai 2015 (consulté le 30 décembre 2015).
19. ↑  « Audiences : "Le Grand concours" leader, France 3 devant France 2, l'hommage à René Angélil fédère sur TMC », sur ozap.com (consulté le 17 janvier 2016)
20. ↑  Pierre Dezeraud, « Audiences : "Le grand concours" leader sur TF1, "NCIS" en grande forme, les "Victoires de la musique" au plus bas », sur www.ozap.com (consulté le 11 février 2017)
21. ↑  Pierre Dezeraud, « Audiences : "Le Grand Concours" leader sans éclat, les César en légère hausse sur Canal+ », sur www.ozap.com (consulté le 3 mars 2018)
22. ↑  Pierre Dezeraud, « Audiences : C8 large leader avec la finale de la Ligue des Champions, "Les Enfants de la Télé" faible », ozap.com,‎ 27 mai 2018 (lire en ligne, consulté le 27 mai 2018)
23. ↑  Marie Poussel, « Audiences TV : «Le grand concours des animateurs» de TF1 en tête », sur leparisien.fr, 23 septembre 2018 (consulté le 30 janvier 2021)
24. ↑  Benoît Mandin, « Audiences TV prime (vendredi 1er février 2019) : France / Pays de Galles domine TF1, NCIS talonne Commissaire Magellan », toutelatele.com,‎ 2 février 2019 (lire en ligne, consulté le 2 janvier 2019)
25. ↑  Kevin Boucher, « Audiences : France 3 leader devant le retour de "Fort Boyard", "Le grand concours" au plus bas, TMC puissante », ozap.com,‎ 23 juin 2019 (lire en ligne)
26. ↑  Joshua Daguenet, « Audiences TV Prime (samedi 7 septembre 2019) : France / Albanie et Meurtres à Orléans au top, Fort Boyard faible, Échappées belles se distingue. », toutelatele.com,‎ 8 septembre 2019 (lire en ligne)
27. ↑  « Audiences : "Le grand concours des animateurs" net leader devant "Les petits meurtres...", Arte en forme », sur ozap.com (consulté le 11 janvier 2020)
28. ↑  Benoît Daragon, « Audiences TV : France 3 devance «Le Grand concours des animateurs» et «La Fête de la musique» », sur leparisien.fr, 20 juin 2020 (consulté le 30 janvier 2021)
29. ↑  « Audiences : "Le grand concours" leader, "NCIS" plus fort que "La boîte à secrets", carton pour le ciné d'Arte », sur ozap.com (consulté le 23 janvier 2021)
30. ↑  « Audiences : "Meurtres au Mont Saint-Michel" en tête, "Le Grand Concours" leader sur FRDA-50, "Spectaculaire" en baisse », sur ozap.com (consulté le 16 janvier 2022)